# Диференциал (математика)
Вижте пояснителната страница за други значения на диференциал.
Диференциал е понятие в математическия анализ, въведено от Лайбниц и Бернули като описание на така наречените „безкрайно малки величини“ и „безкрайно малки промени“. Лайбниц и Бернули въвеждат означението {\displaystyle \mathrm {d} x\,} за диференциал на променливата {\displaystyle x\,}. Понятието диференциал, което на времето се е считало за едно от основните понятия на диференциалното и интегралното смятане, днес играе второстепенна роля в анализа. В известен смисъл, особено що се отнася до диференциалното смятане на функциите на една променлива, може да се каже, че неговото въвеждане изобщо не е необходимо. Понятието производна се оказва напълно достатъчно, за да бъдат формулирани всички по-съществени резултати от тази част на анализа.
Нека {\displaystyle f(x)\,} е функция, дефинирана в някоя околност на дадена точка {\displaystyle x\,}.
Изменението на стойността на дадена величина може да се означи с {\displaystyle \Delta x}.
- Производната по дефиниция е границата на диференчното частно, когато {\displaystyle \Delta x\rightarrow 0}. Това позволява производната, която е равна по дефиниция на:

{\displaystyle f'(x)=\lim _{\Delta x\rightarrow 0}{\frac {\Delta f(x)}{\Delta x}}}
Диференциалът се дефинира като:
{\displaystyle \mathrm {d} f(x)=a*f'(x)} където  {\displaystyle a} е параметър
В случая {\displaystyle f(x)=x} получаваме:
{\displaystyle dx=a} и от тук:
{\displaystyle df(x)=f'(x)*dx} което може да се запише и като частно:
{\displaystyle f'(x)={\frac {\mathrm {d} f(x)}{\mathrm {d} x}}}
Това понятие се обобщава за функции с n реални променливи по следния начин:
{\displaystyle \mathrm {d} f(x)=\sum _{i}^{n}{\frac {\partial f(x)}{\partial x_{i}}}\mathrm {d} x_{i}} където обаче символът {\displaystyle {\partial y \over \partial x_{i}}} е неделим, т.е. не може да се интерпретира като частно макар по формата си да напомня на такова.
- Това обозначение е удобно и при интегралното смятане. С израза:

{\displaystyle \int f(x)\,{\mathrm {d} }x}
се дава вярна представа за интеграла като сума от безкрайно малки изменения на функцията.

## Интерпретация
Ако гледаме на диференциала като на функция на променливата {\displaystyle h\,}, то той може да се интерпретира като приближение на нарастването на {\displaystyle f\,} около точката {\displaystyle x\,} със свойството:
{\displaystyle \mathrm {d} f(x)=f'(x)\cdot h=(f(x+h)-f(x))+{\hbox{o}}(h).}